# Lauren Sajewich
Lauren Sajewich (født 13. oktober 1994) er en kvindelig amerikansk fodboldspiller, der spiller midtbane for HB Køge i Gjensidige Kvindeligaen.

## Karriere

### Texas Christian University
Hendes ungdomskarriere startede på Texas Christian University (TCU), med hvem hun havde stor succes med som en stor profil på midtbanen. I 2017, blev hun tilknyttet trænerteamet på TCU, som Director of Soccer Operations. Året forinden var hun rykket på på universitetets seniorhold.

### HB Køge
I foråret 2020, skiftede Sajewich til danske 1. divisionsklub HB Køge, med hvem hun sikrede sig oprykning til landets bedste kvindefodboldrække Elitedivisionen. Hun forlængede i august 2020, sin kontrakt med klubben, med yderligere to sæsoner.
Sportschef i HB Køge, Jonas Nielsen, udtalte følgende om Sajewich's rolle på holdet i forbindelse med kontraktforlængelsen: Med sin utrolige forståelse for spillet, giver hun tryghed og frihed til vores offensive spillere. Hun er altid i bevægelse og placerer sig korrekt, så hvis offensiven mister bolden, er de ikke i tvivl om, at Lauren er der til at rydde op efter dem. Samtidig er hun blændende på bolden og laver utroligt få fejl. Udenfor banen er hun meget vellidt og vi er stolte over, at hun har skrevet under på en toårig forlængelse”
Hun blev dog i vinterpausen 2020, ramt af en fodskade, hvilket holdte hende ude i flere måneder. HUn var dog klar til comeback igen i marts 2021. Hun var første gang til at finde Peer Lisdorfs startsopstilling i april samme år.
Med klubben vandt hun også det danske mesterskab i 2021, for første gang i klubbens historie. Samtidig kvalificerede holdet sig også til klubbens førte UEFA Women's Champions League, den kommende sæson.

## Meritter
- Elitedivisionen
  - Guld: 2021